# Бухта смерті (фільм, 1991)
Про однойменний радянський фільм див. Бухта смерті (фільм, 1926)
«Бухта смерті» (рос. «Бухта смерти») — український художній фільм 1991 року режисерів Григорія Кохана і Тимофія Левчука за мотивами роману Джеймса Гедлі Чейза «Кам'яні джунглі», дія якого перенесено з Америки кінця 1960-х в СРСР початку 1990-х.

## Сюжет
Колишній «десантник» Юра дорогою на кримський курорт рятує від банди панків гітариста Рому. На знак подяки той допомагає Юрі влаштуватися на роботу до знайомого директора турбази Сосо. Дорогою до Сосо приятелі зупиняють легковик з причепом-трейлером. Водій машини — молода жінка — пропонує Юрі і Ромі самим вести машину поки вона відпочине в причепі. Приїхавши на місце вони виявляють замість жінки труп літнього чоловіка…

## У ролях
- Олег Штефанко — Юра Медунов
- Ігор Крикунов — Роман
- Бімболат Ватаев — Олександр Михайлович
- Оксана Фомічова — Нана Борисівна Соболєва
- Олександр Сластін — Анатолій Ленський, капітан міліції
- Віктор Степанов — Донець Віктор Федорович, підполковник міліції
- Ігор Слобідський — Миша
- Гурген Тонунц — Тенгіз
- Катерина Крупеннікова — Рита, адміністратор готелю
- Людмила Гарніца — Емма Карлосян
- Ніна Колчина-Бунь — Галина Конєва
- Тетяна Слобідська — Ленська, дружина капітана міліції
- Володимир Левицький — Федько
- Вікторія Корсун — Майя
- Олександр Биструшкін — Петренко
- Анатолій Кучеренко — Євген, майор міліції
- Олексій Майстренко — Чак
- Осип Найдук — начальник овочевої бази

## Творча група
- Сценарист: Діна Борисенко
- Режисери-постановник: Григорій Кохан, Тимофій Левчук
- Оператор-постановник: Олександр Чорний
- Композитор: Олександр Тищенко
- Художник-постановник: Олександр Зарецький
- Звукорежисер: Галина Калашнікова